# Astragalus aridus
Astragalus aridus är en ärtväxtart som beskrevs av Asa Gray. Astragalus aridus ingår i släktet vedlar, och familjen ärtväxter. Inga underarter finns listade i Catalogue of Life.